# Josef Schibli
Josef Martin Schibli (* 12. November 1925 in Lachen; † 1. Juni 2019 Helsingborg) war ein schweizerisch-schwedischer Grafiker, Radierer, Zeichenlehrer, Zeichner, Maler und Autor. Sein Werk umfasst Kaltnadel-Radierungen, Aquatintas, Ölmalerei und Zeichnungen.

## Leben und Werk
Josef Schibli war ein Sohn des Dekorateurs Theodor Schibli und der Elisabeth, geborene Knobel. Schibli absolvierte eine Lehre als Buchbinder und Buchvergolder. 1947 besuchte er für ein Jahr die Kunstgewerbeschule Zürich und wanderte 1948 nach Schweden aus. Von 1950 bis 1960 besuchte er die Abendkurse für Grafik von Carl Herbert Johanson (1906–1993) und beschäftigte sich von 1954 bis 1957 mit Tiefdrucktechniken.
1960 besuchte Schibli die Central School of Arts and Crafts in London. Zusammen mit Hedvig Malmström (1927–2022) veranstaltete er 1962 eine Grafikausstellung in Laholm. 1964 war Schibli ein Schüler von Johnny Friedlaender in Paris. Von 1966 bis 1969 unterrichtete er als Zeichenlehrer. Anschliessend studierte er bis 1972 Kunstgeschichte an der Universität in Stockholm. 1974 schloss er die Ausbildung zum Zeichenlehrer mit Diplom ab. 1980 erhielt Schibli ein Stipendium vom schwedischen Staat. Schibli war Mitglied der Reichsorganisation der bildenden Künstler in Schweden (KRO), in der Schwedischen Grafischen Gesellschaft und im Schwedischen Schmalfilm- und Videoverein.
Josef Schibli stellte seine Werke u. a. in der Schweiz, in Schweden, in Frankreich und in Deutschland aus. Zudem sind seine Werke in zahlreichen öffentlichen Sammlungen vertreten. Sein Sohn ist der Kunsthistoriker, Museums- und Kunstberater, Kurator und Dozent Martin Schibli.

## Preise
- 1964: 1. Preis der «Arts sans frontières», Paris
- 1965: 3. Preis (Migro) der «Schweizer Nachwuchskünstler», Zürich
- 1983: 1. Preis in der Biennale für «Humour and Satire» des Bulgarischen Künstlerverbandes